# Edgcumbe Staley

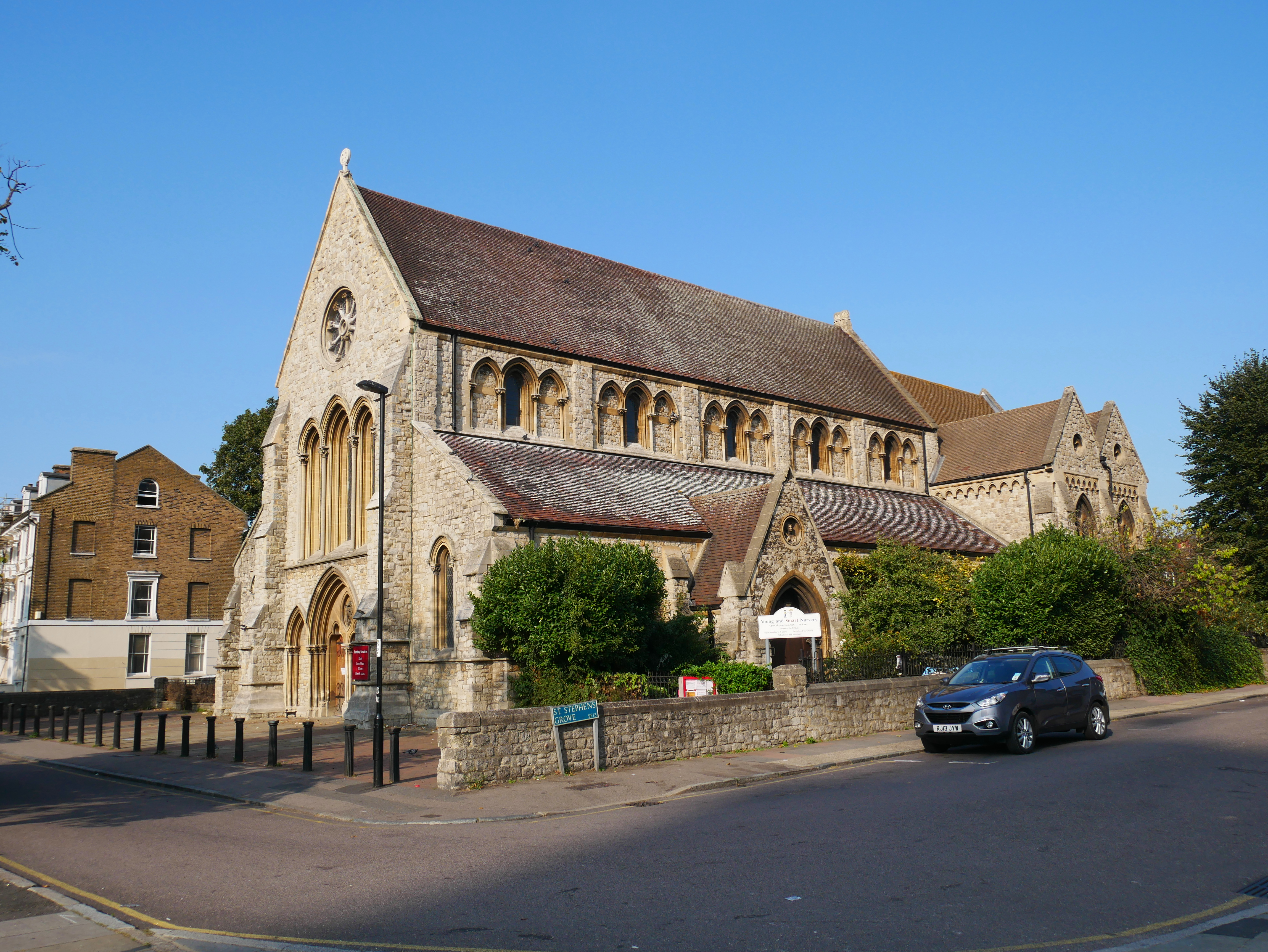
Die Londoner St-Stephens-Kirche aus dem 19. Jahrhundert

Edgcumbe Staley (* 7. Juli 1845 in Southport, seinerzeit im County Lancashire; † 1903) war ein britischer Priester und Autor.

## Leben

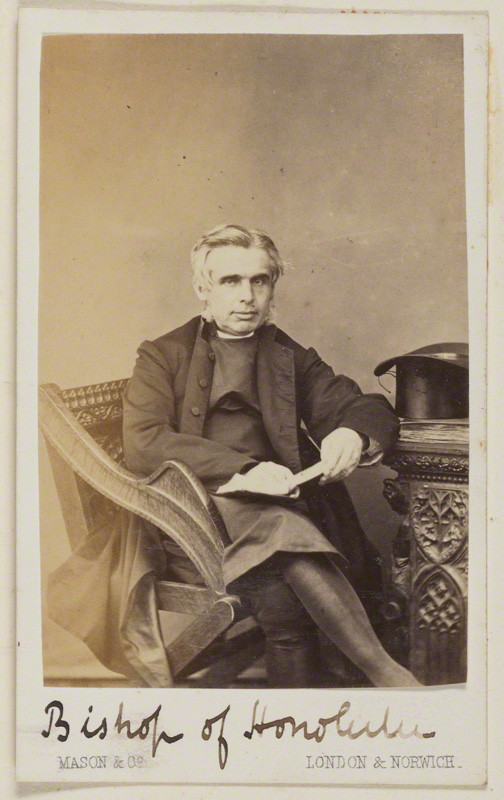
Reverend Thomas Nettleship Staley (1823–1899), der erste anglikanische Bischof von Honolulu auf Hawaii

Edgcumbe war der Sohn von Thomas Nettleship Staley, dem späteren ersten anglikanischen Bischof von Honolulu. Er besuchte die Schule in Wandsworth, wo er von seinem Vater unterrichtet wurde. 1870 erlangte er den Bachelor of Arts und wurde im nächsten Jahr ordinierter Diakon an St Davids.
1873 wurde er Priester, war von 1871 bis 1874 Kurat in Tenby, 1874 bis 1877 in St Stephen’s, Lewisham, 1877 bis 1880 an Holy Trinity in seiner Heimatstadt, dann an St Saviour's in Leeds von 1880 bis 1885. Schließlich wurde er Vikar an St Hilda's in Leeds bis 1887. 1895 lebte er in Hull.
Staley war Autor einer Reihe von historischen Werken, darunter Famous Women of Florence, The Tragedies of the Medici und The Dogaressas of Venice. Die meisten erschienen erst post mortem.
Diese Werke gelten allerdings als nicht zitierfährig. Staleys The Dogaressas of Venice gehört, wie Holly S. Hurlburt 2006 konstatierte, zu einer „tradition of a romanticized, exaggerated, and often outright fabricated treatment of the dogaressa“. Für diese Art von ‚romantisierenden, übertreibenden und oftmals schlicht erfundenen‘ Darstellungen stehe das Fiktionale und Phantasievolle im Vordergrund. Dem Geschichtenerzählen werde vielfach die historische Genauigkeit geopfert. Staley überschritt zudem immer wieder die Grenze zwischen Geschichte und Legende.

## Werke
- Watteau and his School, George Bell and Sons, London 1902 (Digitalisat)
- Lord Leighton of Stretton, P.R.A., London/New York 1906 (Digitalisat)
- The Guilds of Florence, Methuen & Co., London 1906. (Digitalisat)
- Famous Women of Florence, Archivald Constable, London 1909 (Digitalisat)
- The Tragedies of the Medici, T. Werner Laurie, London o. J. (Digitalisat)

- The Dogaressas of Venice, T. Werner Laurie, London o. J. (Digitalisat)
- Heroines of Genoa and the Rivieras, T. Werner Laurie, London o. J. (Digitalisat)
- Lords and Ladies of the Italian lakes, John Long, London 1912 (Digitalisat)
- King René d'Anjou and his Seven Queens, John Long, London 1912 (Digitalisat)
- The Charm of Holman Hunt, London/Edinburgh o. J. (Digitalisat)
- Franz Hals, London/New York o. J. (Digitalisat)

## Belege
1. ↑  John Peile: Biographical Register of Christ's College, 1505–1905, Bd. 2: 1666–1905, Cambridge 1913, S. 595 f, hier: S. 595.
2. ↑  Holly S. Hurlburt: The Dogaressa of Venice, 1200-1500. Wife and Icon, Palgrave MacMillan, 2006, S. 7.

| Personendaten    | Personendaten                              |
| ---------------- | ------------------------------------------ |
| NAME             | Staley, Edgcumbe                           |
| KURZBESCHREIBUNG | britischer Priester und Autor              |
| GEBURTSDATUM     | 7. Juli 1845                               |
| GEBURTSORT       | Southport, seinerzeit im County Lancashire |
| STERBEDATUM      | 1903                                       |